# De la Gardies estländska regemente
De la Gardies estländska regemente, eller bara De la Gardies regemente, var ett värvat infanteriregemente inom svenska armén som verkade åren 1700–1709. Förbandet var förlagt i Reval, Svenska Estland.

## Historia
Regementet uppsatt 1700 i Reval av generalguvernören Axel Julius De la Gardie, därav namnet. Huvudstyrkan till regementet sattes upp genom Freiburgs kompani ur Garnisonsregementet i Narva. Delar av regementet gick i fångenskap i Narva 1704. Återstoden ingick sen i Lewenhaupts armé 1707 och halva styrkan förlorades i Ljesna. Återstoden införlivades 1708 med Västerbottens regemente och gick i rysk fångenskap 1709 efter Slaget vid Poltava.

## Förbandschefer
- 1700–1700: Axel Julius De la Gardie
- 1700–1709: Adam Carl De la Gardie